# Milano-Sanremo 1975
La Milano-Sanremo 1975, sessantaseiesima edizione della corsa, fu disputata il 19 marzo 1975, su un percorso di 288 km. Fu vinta dal belga Eddy Merckx, giunto al traguardo con il tempo di 7h40'26" alla media di 37,53 km/h, precedendo l'italiano Francesco Moser e il francese Guy Sibille.
Presero il via da Milano 184 ciclisti, 92 di essi portarono a termine la gara.

## Resoconto degli eventi
Dopo un inizio con pochi sussulti, la corsa si accese a Novi Ligure, quando si trovò in testa un gruppetto di quattro corridori tra cui Francesco Moser, poi raggiunti da un altro gruppo di 15, con i belgi Eddy Merckx e Roger De Vlaeminck. Una volta raggiunti dal gruppo, iniziarono a susseguirsi diversi scatti tenuti sempre sotto controllo, fino a quando sul Poggio vi fu l'attacco decisivo con Merckx, Moser, Guy Sibille, Costantino Conti e Gianbattista Baronchelli. Sul traguardo il belga partì da lontano anticipando Moser e il francese Sibille.

## Ordine d'arrivo (Top 10)
| Pos. | Corridore                | Squadra     | Tempo    |
| ---- | ------------------------ | ----------- | -------- |
| 1    | Eddy Merckx              | Molteni     | 7h40'26" |
| 2    | Francesco Moser          | Filotex     | s.t.     |
| 3    | Guy Sibille              | Peugeot     | s.t.     |
| 4    | Costantino Conti         | Furzi-Vibor | s.t.     |
| 5    | Joseph Bruyère           | Molteni     | s.t.     |
| 6    | Jean-Pierre Danguillaume | Peugeot     | s.t.     |
| 7    | Marino Basso             | Magniflex   | a 6"     |
| 8    | Italo Zilioli            | Magniflex   | s.t.     |
| 9    | Freddy Maertens          | Carpenter   | s.t.     |
| 10   | Walter Planckaert        | Maes Pils   | s.t.     |